# Alaïa Guanajuato
Alaïa Guanajuato es un centro comercial del tipo fashion mall ubicado en la ciudad de Guanajuato, Guanajuato, México, propiedad de la desarrolladora inmobiliaria mexicana Fibra Uno.

## Historia
El centro comercial Alaïa Guanajuato surge en el año 2017 cuando la desarrolladora inmobiliaria mexicana Fibra Uno proyectó un centro comercial para la ciudad de Guanajuato, Guanajuato en la localidad de Yerbabuena, originalmente con el nombre de La Aldea, que consiste en un centro comercial del tipo fashion mall al aire libre con una superficie inicial de 63,000 metros cuadrados en construcción total, bajo una inversión inicial de 700 millones de pesos, con el objetivo de consolidar el desarrollo económico y comercial de dicha ciudad capital guanajuatense, iniciando su construcción el 25 de julio de 2017.
El centro comercial Alaïa Guanajuato inició sus operaciones el 9 de abril de 2019 con la inauguración de la tienda departamental Liverpool con una superficie total de 12,019 m² en construcción, cuyo corte de listón inaugural fue encabezado por el director general de Liverpool y Fábricas de Francia, José Rolando Campos, director general de Liverpool y Fábricas de Francia, en conjunto con el director de la sucursal Liverpool Guanajuato Jonatan Spencer así como de directivos de la empresa y del director de la empresa inmobiliaria mexicana Fibra Uno, Charles El Mann Jafif.
El 6 de junio de 2019, el centro comercial Alaïa Guanajuato fue oficialmente abierta al público con la inauguración de su complejo de cines de la cadena Cinemex, cuya apertura del complejo comercial fue encabezada por el entonces presidente municipal de Guanajuato, Alejandro Navarro Saldaña, en conjunto con el subsecretario de Inclusión e Inversión para el Desarrollo del Gobierno del Estado de Guanmajuato, Gerardo Trujillo Flores, y Charles El Mann Jafif, en representación de la empresa inmobiliaria mexicana Fibra Uno, cuyo centro comercial se aplicó una inversión de 1,000 mdp así como la generación de 6 mil empleos (1000 empleos directos y 5000 indirectos), esto luego de casi dos años de llevar a cabo su construcción, en el que a partir de allí, el centro comercial posteriormente comenzaría a abrir sus tiendas y restaurantes durante mediados del año 2019, entre ellos el inicio de operaciones de la tienda departamental Suburbia, la cual fue inaugurada el 17 de julio de 2019.
El 16 de agosto de 2019, Alaïa Guanajuato inaugura su segunda etapa con la apertura de la tienda de autoservicio Chedraui, cuya apertura fue encabezada por el entonces presidente municipal de Guanajuato, Alejandro Navarro Saldaña, la cual contó con una inversión de 150 millones de pesos en su edificación, así como las aperturas de las tiendas Miniso, Shasa y Sally Beauty, esto también como parte de la apertura de la segunda fase del centro comercial Alaïa Guanajuato.
El 22 de diciembre de 2020, como parte de la ampliación del centro comercial Alaïa Guanajuato, inicia la construcción del Hospital MAC, la cual finalmente abrió sus puertas el 31 de marzo de 2023 encabezado por presidente municipal de Guanajuato, Alejandro Navarro, el cual dicho hospital de carácter privado formado por 50 consultorios, se contó con una inversión de 150 millones de pesos para llevar a cabo su edificación, sumando un nuevo servicio de salud tanto para el centro comercial Alaïa Guanajuato como para la ciudad capital guanajuatense.
Debido a la Pandemia de COVID-19 en México, el 6 de febrero de 2021, se cerró de manera temporal el complejo de Cinemex del centro comercial Alaïa Guanajuato, retomando sus operaciones poco tiempo después, el 26 de mayo del mismo año bajo las medidas sanitarias derivadas de dicha pandemia, iniciada a principios del año 2020.
El 22 de octubre de 2021, se inauguró el puente peatonal Alaïa Guanajuato en las afueras del centro comercial, cuya instalación significó una disminución de un 80% del embotellamento vehicular que se generaba la zona sur de la ciudad capital guanajuatense.

## Descripción
Alaïa Guanajuato se ubica al sur de la ciudad de Guanajuato, Guanajuato en la localidad de Yerbabuena, el cual consta de un centro comercial del tipo fashion mall de una sola planta bajo una superficie de 119,000 m² en su construcción, de los cuales 44,000 m² son de área bruta rentable divididas en dos secciones (aire libre y espacio cerrado climatizado). 
En cuanto al área comercial, está estructurada en 92 espacios comerciales, de los cuales cuatro de ellos son de tiendas ancla mediante las tiendas departamentales, supermercado y complejo de salas de cines, mientras que los 88 espacios restantes la conforman tiendas y boutiques (como ropa, calzado, accesorios, cosméticos, joyería, telefonía móvil, juguetes, papelería, colchones y artículos para el hogar, entre otros), gimnasio, restaurantes, cafeterías y puestos de comidas de índole local, nacional e internacional, además de contar, desde el 31 de marzo de 2023, con un hospital de iniciativa privada bajo el nombre de Hospital MAC, el cual está conformada por 50 consultorios, que ofrece servicios de hospitalización como quirófano, rayos X, ultrasonido y tomografía, entre otros.